# إيغور سيمشوف

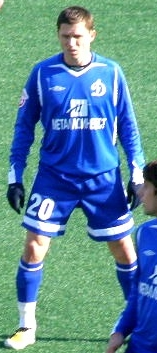
إيغور سيمشوف

إيغور سميشوف أو إيغور بتروفيتش سيمشوف (بالروسية: Игорь Петрович Семшов) من مواليد 6 أبريل 1978 ، لاعب كرة قدم روسي.
يلعب مع نادي دينامو موسكو.
يلعب مع منتخب روسيا لكرة القدم.

## روابط خارجية
- إيغور سيمشوف على موقع الاتحاد الدولي (مؤرشف)  (الإنجليزية)
- إيغور سيمشوف على موقع الاتحاد الأوربي (الإنجليزية)
- إيغور سيمشوف على موقع قاعدة بيانات كرة القدم.إي يو (الإنجليزية)
- إيغور سيمشوف على موقع بيانات كرة القدم. دي إي (الألمانية)
- إيغور سيمشوف على موقع ناشيونال فوتبول تيمز (الإنجليزية)
- إيغور سيمشوف على موقع عالم كرة القدم.نت (الإنجليزية)
- إيغور سيمشوف على موقع كووورة